# Tentura

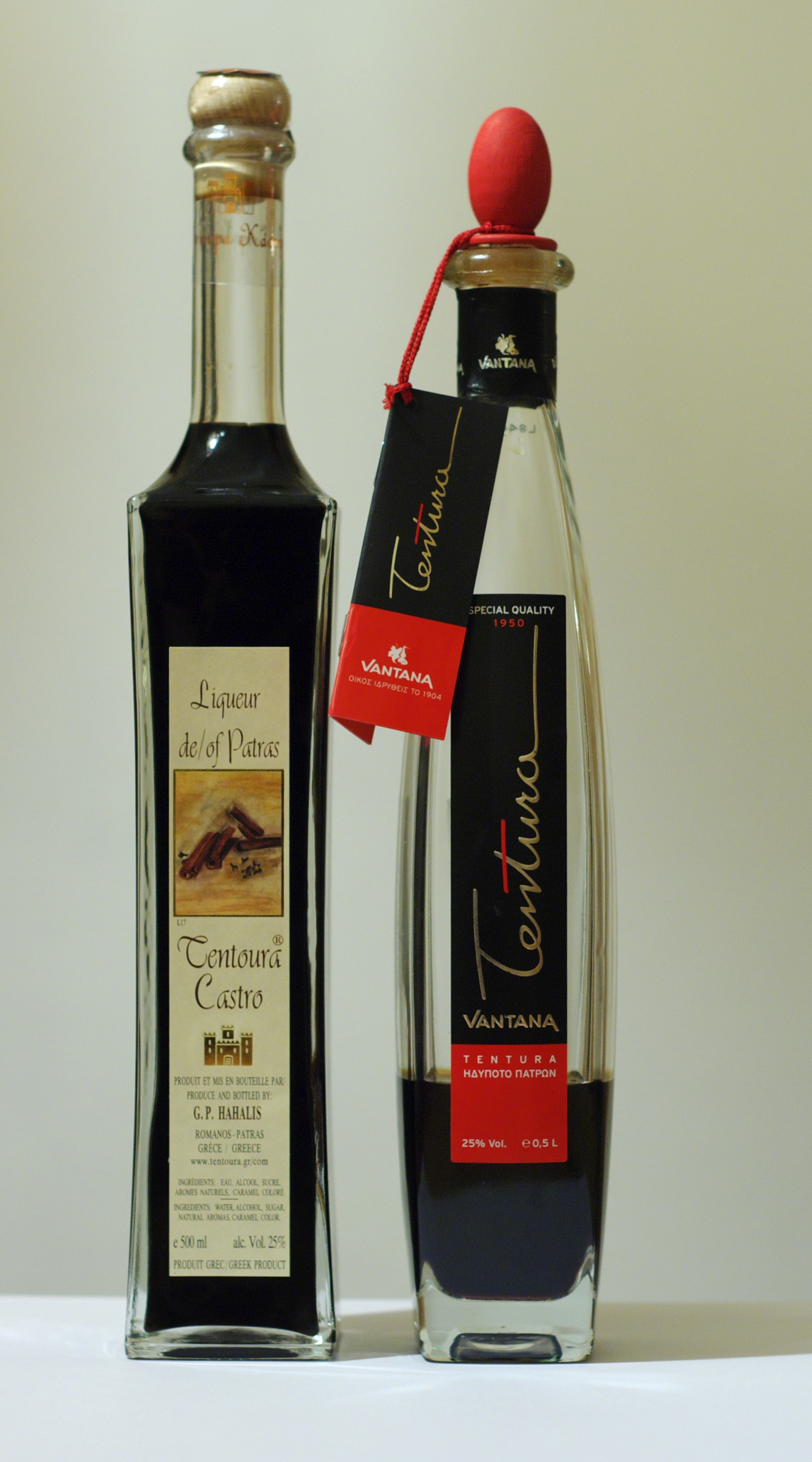

Il Tentura (in greco τεντούρα, dal veneziano tentura 'tintura') è un liquore tipico della città greca di Patrasso (in greco Πάτρα). Commercializzato dagli anni cinquanta, ha tuttavia radici secolari.

## Preparazione
Si prepara utilizzando principalmente cannella, chiodi di garofano, noce moscata e il vino rosso dolce tipico di Patrasso "mavrodafni". Vengono poi aggiunti altri aromi che variano in base ai gusti del mastro liquorista.